# Zinaida Makszimovna Sarko
Zinaida Makszimovna Sarko, oroszul: Зинаида Максимовна Шарко (Rosztov, 1929. május 14. – Szentpétervár, 2016. augusztus 4.) szovjet-orosz színésznő.

## Életútja
A második világháború alatt egy gyermek dal- és táncegyüttes tagjaként kórházakban sebesülteknek adott 900 koncertet. Ezért a Nagy Honvédő Háborúban való bátor részvételért emlékérmet kapott.
1951-ben diplomázott a Leningrádi Színházi Intézetben. 1950–51-ben a Leningrádi Regionális Színházban (Ленинградском областном театре) lépett fel. 1951–52-ben a Lengoszesztradi (Ленгосэстрады), 1952 és 1956 között a Lenszovjet (Театра имени Ленсовета) társulatának a tagja volt. 1956 után 2016-os haláláig a Tovsztonogov Színház (Большой драматический театр имени Г. А. Товстоногова, 1992-ig Gorkij Színház) színésznője volt. Első filmszerepét 1954-ben kapta a Valahol már találkoztunk (Мы с вами где-то встречались) című filmben.

## Filmjei

### Mozifilmek
- Valahol már találkoztunk (Мы с вами где-то встречались) (1954)
- A kisfiú és a varázsló (Старик Хоттабыч) (1957)
- Рядом с нами (1958)
- Hosszú búcsúzások (Долгие проводы) (1971)
- День приёма по личным вопросам (1974)
- Szerelem első látásra (Любовь с первого взгляда) (1975)
- Idegen levelek (Чужие письма) (1976)
- Nyugalmazott ezredes (Полковник в отставке) (1977)
- Ugrás a tetőről (Прыжок с крыши) (1978)
- Случайные пассажиры (1979)
- Сергей Иванович уходит на пенсию (1980)
- Уникум (1983)
- Я тебя помню (1985)
- Полёт птицы (1988)
- Арифметика убийства (1991)
- Ангелы в раю (1993)
- Цирк сгорел, и клоуны разбежались (1997)
- Сочинение ко Дню Победы (1998)
- Teliholdas kert (Луной был полон сад) (2000)
- Механическая сюита  (2002)
- Дунечка (2004)

### Tv-filmek
- A kertész kutyája (Собака на сене) (1978)
- Сегодня и завтра (1979)
- Őszi történet (Осенняя история) (1979)
- Фантазии Фарятьева (1982)
- Пространство для манёвра (1982)
- Формула памяти (1982)
- Короткая игра (1990)
- Pétervári banditák 2. (Бандитский Петербург. Фильм 2. Адвокат) (2000)
- Театральный роман  (2003)

### Tv-sorozatok
- Агент национальной безопасности-1 (1999, egy epizódban)